# Vesna Manasieva
Vesna Ratkovna Dolonc (en alphabet cyrillique serbe et alphabet cyrillique russe : Весна Ратковна Долонц ; en alphabet latin serbe : Vesna Ratkovna Dolonc), née (en alphabet cyrillique serbe et alphabet cyrillique russe : Весна Ратковна Манасиева ; en alphabet latin serbe : Vesna Ratkovna Manasjeva) le 21 juillet 1989 à Moscou (URSS), est une joueuse de tennis russe puis serbe, professionnelle de 2006 à 2017.
Elle épouse en octobre 2010 Arsen Dolonc (parfois orthographié Dolonts) et utilise depuis lors son nom marital, Vesna Dolonc.

## Palmarès

### Titre en double dames
Aucun

### Finale en double dames
| No | Date       | Nom et lieu du tournoi | Catégorie | Dotation  | Surface    | Vainqueures                | Partenaire       | Score         |          |
| -- | ---------- | ---------------------- | --------- | --------- | ---------- | -------------------------- | ---------------- | ------------- | -------- |
| 1  | 10-09-2012 | Tashkent Open Tachkent | Intern'l  | 220 000 $ | Dur (ext.) | Paula Kania Polina Pekhova | Anna Chakvetadze | 6-2, 0-0, ab. | Parcours |

## Parcours en Grand Chelem

### En simple dames
| Année | Open d'Australie                                 | Open d'Australie                                    | Internationaux de France                               | Internationaux de France                              | Wimbledon                                             | Wimbledon        | US Open         | US Open            |
| ----- | ------------------------------------------------ | --------------------------------------------------- | ------------------------------------------------------ | ----------------------------------------------------- | ----------------------------------------------------- | ---------------- | --------------- | ------------------ |
| 2008  | Q3 \|\| style="text-align:left" \| Sandra Klösel | Q1 \|\| style="text-align:left" \| Betina Jozami    | Q2 \|\| style="text-align:left" \| Rika Fujiwara       | Q1 \|\| style="text-align:left" \| Chanelle Scheepers |                                                       |                  |                 |                    |
| 2009  | Q1 \|\| style="text-align:left" \| Neuza Silva   | Q1 \|\| style="text-align:left" \| Yuliana Fedak    | 1er tour (1/64)                                        | Timea Bacsinszky                                      | 1er tour (1/64)                                       | Timea Bacsinszky |                 |                    |
| 2010  | Q3 \|\| style="text-align:left" \| Shenay Perry  | Q3 \|\| style="text-align:left" \| Kaia Kanepi      | Q3 \|\| style="text-align:left" \| N. Llagostera Vives | Q2 \|\| style="text-align:left" \| Laura Robson       |                                                       |                  |                 |                    |
| 2011  | 3e tour (1/16)                                   | Anastasija Sevastova                                | 2e tour (1/32)                                         | Francesca Schiavone                                   | 1er tour (1/64)                                       | Nadia Petrova    | 1er tour (1/64) | Venus Williams     |
| 2012  | Q1 \|\| style="text-align:left" \| Kiki Bertens  | Q2 \|\| style="text-align:left" \| Sandra Zaniewska | 1er tour (1/64)                                        | Tsvetana Pironkova                                    | Q2 \|\| style="text-align:left" \| Lesia Tsurenko     |                  |                 |                    |
| 2013  | 2e tour (1/32)                                   | Marion Bartoli                                      | 1er tour (1/64)                                        | Zheng Jie                                             | 3e tour (1/16)                                        | Kirsten Flipkens | 1er tour (1/64) | Aleksandra Wozniak |
| 2014  | 2e tour (1/32)                                   | Serena Williams                                     | Q3 \|\| style="text-align:left" \| Ksenia Pervak       | Q1 \|\| style="text-align:left" \| Stephanie Vogt     | Q1 \|\| style="text-align:left" \| Michaëlla Krajicek |                  |                 |                    |

À droite du résultat, l’ultime adversaire.

### En double dames
| Année | Open d'Australie | Open d'Australie | Internationaux de France | Internationaux de France | Wimbledon                     | Wimbledon                 | US Open | US Open |
| ----- | ---------------- | ---------------- | ------------------------ | ------------------------ | ----------------------------- | ------------------------- | ------- | ------- |
| 2011  | -                | -                | -                        | -                        | 1er tour (1/32) K. Marosi     | K. Peschke K. Srebotnik   | -       | -       |
| 2012  | -                | -                | -                        | -                        | 1er tour (1/32) O. Savchuk    | S. Williams V. Williams   | -       | -       |
| 2013  | -                | -                | -                        | -                        | 1er tour (1/32) B. Jovanovski | V. King Zheng J.          | -       | -       |
| 2014  | -                | -                | -                        | -                        | 1er tour (1/32) D. Seguel     | J. Görges A.-L. Grönefeld | -       | -       |

Sous le résultat, la partenaire ; à droite, l’ultime équipe adverse.

## Parcours en «Premier Mandatory» et «Premier 5»
Les tournois WTA « Premier Mandatory » et « Premier 5 » constituent les catégories d'épreuves les plus prestigieuses, après les quatre levées du Grand Chelem.

### En simple dames
| Année |              | Premier Mandatory | Premier Mandatory             | Premier Mandatory | Premier Mandatory |       | Premier 5                     | Premier 5                     | Premier 5  | Premier 5 | Premier 5 | Premier 5 | Premier 5 |
| Année | Indian Wells | Miami             | Madrid                        | Pékin             | Dubaï             | Dubaï | Rome                          | Canada                        | Cincinnati | Tokyo     | Tokyo     |           |           |
| Année | Indian Wells | Miami             | Madrid                        | Pékin             | Dubaï             | Dubaï | Rome                          | Canada                        | Cincinnati | Tokyo     | Tokyo     |           |           |
| Année | Indian Wells | Miami             | Madrid                        | Pékin             | Dubaï             | Dubaï | Rome                          | Canada                        | Cincinnati | Tokyo     | Tokyo     |           |           |
| 2010  |              |                   |                               |                   |                   |       | 1er tour (1/32) D. Hantuchová | 1er tour (1/32) D. Hantuchová |            |           |           |           |           |
| 2011  |              |                   | 1er tour (1/64) T. Bacsinszky |                   |                   |       |                               |                               |            |           |           |           |           |

Sous le résultat, l’ultime adversaire.

## Parcours en Fed Cup
| #                                                              | Date       | Lieu      | Surface      | Gagnante(s)                        | Perdante(s)                        | Score         |          |
|                                                                |            |           |              |                                    |                                    |               |          |
| 2013 - 1er tour (groupe mondial) - Serbie - Slovaquie - 2 : 3  |            |           |              |                                    |                                    |               |          |
| 1                                                              | 09/02/2013 | Niš       | Dur (int.)   | Vesna Dolonc                       | Dominika Cibulková                 | 4-6, 4-5, ab. | Parcours |
| 1                                                              | 09/02/2013 | Niš       | Dur (int.)   | Daniela Hantuchová                 | Vesna Dolonc                       | 6-3, 6-2      | Parcours |
| 1                                                              | 09/02/2013 | Niš       | Dur (int.)   | Vesna Dolonc Aleksandra Krunić     | Jana Čepelová Magdaléna Rybáriková | Forfait       | Parcours |
|                                                                |            |           |              |                                    |                                    |               |          |
| 2013 - Barrage (groupe mondial I) - Allemagne - Serbie - 3 : 2 |            |           |              |                                    |                                    |               |          |
| 2                                                              | 20/04/2013 | Stuttgart | Terre (int.) | Anna-Lena Grönefeld Sabine Lisicki | Vesna Dolonc Aleksandra Krunić     | 6-2, 6-4      | Parcours |
|                                                                |            |           |              |                                    |                                    |               |          |
| 2014 - 1er tour (groupe mondial II) - Canada - Serbie - 3 : 1  |            |           |              |                                    |                                    |               |          |
| 3                                                              | 08/02/2014 | Montréal  | Dur (int.)   | Aleksandra Wozniak                 | Vesna Dolonc                       | 7-5, 2-6, 6-4 | Parcours |
| 3                                                              | 08/02/2014 | Montréal  | Dur (int.)   | Eugenie Bouchard                   | Vesna Dolonc                       | 6-0, 6-3      | Parcours |

## Classements WTA en fin de saison
| Année          | 2006 | 2007 | 2008 | 2009 | 2010 | 2011 | 2012 | 2013 | 2014 | 2015 | 2016 |
| Rang en simple | 393  | 162  | 144  | 131  | 140  | 111  | 117  | 103  | 208  | 445  | 413  |
| Rang en double | 582  | 202  | 292  | 160  | 144  | 158  | 103  | 124  | 481  | 647  | -    |

Source : (en) Classements de Vesna Manasieva sur le site officiel de la Fédération internationale de tennis